# Тета² Тельца
 Тета2 Тельца, θ2 Тельца, Theta2 Tauri, θ2 Tauri, сокращ. Theta2 Tau, θ2 Tau ) — спектрально-двойная звезда в  зодиакальном созвездии Тельца, являющаяся членом рассеянного звёздного скопления Гиады. Звезда имеет видимую звёздную величину +3.41m  и, согласно шкале Бортля, видна невооружённым глазом на внутригородском небе (англ. Inner-city sky).
Из измерений параллакса, полученных во время миссии Gaia известно, что звёзды удалены примерно на 157 св. лет (48 пк) от Земли. Звезда наблюдается севернее 75° ю.ш., то есть звезда видна практически на всей территории обитаемой Земли, за исключением полярных областей Антарктиды. Лучшее время наблюдения — ноябрь.
Звезда Тета2 Тельца движется весьма быстро относительно Солнца: её радиальная гелиоцентрическая скорость равна 40 км/с, а также это значит, что звезда удаляется от Солнца. Звездная система приближалась к Солнцу на расстояние 79,87 св. лет примерно 831 000 лет назад, когда компонент A увеличил свою яркость на величину 1,46m до величины 2,28m (то есть светил тогда как Эпсилон Скорпиона в минимуме светимости светит сейчас), а компонент B увеличивал свою яркость на величину 1,47m до величины 3,39m (то есть светил, тогда как Ро Персея в максимуме светимости светит сейчас).
По небосводу звезды движутся на юго-восток, проходя по небесной сфере 0,105 ″ в год. Средняя пространственная скорость Тета Тельца имеет компоненты (U, V, W)=( -41.5, -19.7, -0.8), что означает U=−41,5 км/с (движется по направлению от галактического центра), V=−19,7 км/с (движется против направления галактического вращения) и W=−0,8 км/с (движется в направлении южного галактического полюса).

## Имя звезды
Тета2  Тельца (латинизированный вариант лат. Theta2 Tauri, θ2 Tauri ) является обозначением Байера, данным им звезде в 1603 году. Хотя звезда и имеет обозначение θ (Тета — 8-я буква греческого алфавита), однако сама звезда — 6-я по яркости в созвездии. 78 Тельца (латинизированный вариант лат. 78 Tauri ) является обозначением Флемстида.
В мифологии народов майя Тета2 Тельца известна как Чамукуй, что означает «маленькая птичка» на юкатекском языке. В 2016 году Международный астрономический союз организовал Рабочую группу при МАС по звёздным именам (WGSN) для каталогизации и стандартизации имен собственных звёзд. WGSN утвердил название Chamukuy /ˈtʃɑːmuːkuːi/) для этой звезды 5 сентября 2017 года, и теперь оно включено в Список утверждённых МАС звёздных имен.
В китайской астрономии, звезды Эпсилон Тельца, Дельта3 Тельца, Дельта1 Тельца, Гамма Тельца, Альдебаран, Тета2 Тельца, 71 Тельца, Лямбда Тельца относится  к созвездию «Сеть» и в нём входят в астеризм «Сеть» 畢宿 (Bì Xiù). Соответственно, Тета2 Тельца известна как 畢宿六 (Bì Xiù liù),англ. the Sixth Star of Net «Шестая Звезда Сети»).
Обозначения компонентов как Тета2  Тельца Aa, Ab вытекают из конвенции, используемой Вашингтонским каталогом визуально-двойных звёзд (WDS) для звёздных систем, и принятого Международным астрономическим союзом (МАС).

## Свойства кратной системы Тета2Тельца
Пара Тета2 Тельца Aa и Тета2 Тельца Ab являются близкой спектрально-двойной парой звезд, в которой компоненты отдалены друг от друга на угловое расстояние в 18,91 ″, что соответствует периоду обращения равному 140,7302 дн.  и большой полуоси орбиты между компаньонами, по крайней мере, 0,75 а.е.  (для сравнения радиус орбиты Венеры равен 0,72 а.е. и период обращения равен 224,7 дней). У системы довольно большой эксцентриситет, который равен  0,732. Таким образом, в процессе вращения вокруг общего барицентра звёзды, то сближаются на расстояние 0,2 а.е. (то есть вдвое меньше орбиты Меркурия), то удаляются на расстояние 1,3 а.е. (то есть в точку на полпути между Землёй и Марсом). Наклонение орбиты не очень большое 47,8°.
Пара Тета2 Тельца Aa-Ab и пара Тета1 Тельца Aa-Ab отдалены друг от друга на угловое расстояние в 347,9 ″ (как это видится с Земли), что соответствует физическому расстоянию между звёздными парами, по крайней мере, 5,20 св. года.
Если мы будем смотреть со стороны Тета Тельца2 Aa на Тета Тельца2 Ab, то мы увидим бело-жёлтую звезду, которая светит с яркостью -30,74m, то есть с яркостью 39,7 солнц (в среднем, в зависимости от положения звезды на орбите). Причём угловой размер звезды будет — 1.92°, что составляет 384% углового размера нашего Солнца. Если же мы будем смотреть со стороны Тета Тельца Ab на Тета Тельца Aa, то мы увидим жёлто-белую звезду, которая светит с яркостью -31.86m, то есть с яркостью 111,6 солнц (в среднем, в зависимости от положения звезды на орбите). Причём угловой размер звезды будет — 3,13°, что составит 625% от размеров Солнца. Более точные параметры звёзд приведены в таблице:
| | В периастре (0,2 а.е.)        | В периастре (0,2 а.е.) | В периастре (0,2 а.е.)         | В периастре (0,2 а.е.) | В апоастре (1,3 а.е.)         | В апоастре (1,3 а.е.) | В апоастре (1,3 а.е.)          | В апоастре (1,3 а.е.) |
| m | {\displaystyle L_{\bigodot }} | D°                     | {\displaystyle D_{\bigodot }}% | m                      | {\displaystyle L_{\bigodot }} | D°                    | {\displaystyle D_{\bigodot }}% |                       |
| --- | ----------------------------- | ---------------------- | ------------------------------ | ---------------------- | ----------------------------- | --------------------- | ------------------------------ | --------------------- |
| Aa→Ab | -33,61                        | 559                    | 7,2°                           | 1437%                  | -29.55                        | 13,2                  | 1,11°                          | 221%                  |
| Ab→Aa | -34,73                        | 1569                   | 11,68°                         | 2336%                  | -30,67                        | 37.1                  | 1,80°                          | 361%                  |
| - m — видимая звёздная величина; - {\displaystyle L_{\bigodot }} — светимость, выраженная в светимостях Солнца; - D° — угловой диаметр звезды выраженный в градусах (угловой диаметр Солнца — 0,5°); - {\displaystyle D_{\bigodot }}% — диаметр звезды выраженный в процентах от диаметра Солнца; |                               |                        |                                |                        |                               |                       |                                |                       |

Если мы будем смотреть из окрестностей компонента Тета2 Тельца на Тета1 Тельца Aa-Ab, то мы увидим пару звёзд: жёлтую и жёлто-белую, одна из которых светит с яркостью -3.49m, то есть с яркостью 0,34 венер в максимуме, а другая с яркостью -0,03m, то есть с яркостью 0,8 сатурнов (с кольцами) в максимуме, соответственно. Причём угловой размер первой звезды (в среднем) будет — 15,58 mas, что составляет 0,00087% от диаметра нашего Солнца, а второй звезды (в среднем) будет — 7,23 mas, что составляет 0,0004% от диаметра нашего Солнца, соответственно. При этом максимальное угловое расстояние между звёздами будет ~20 ′.
И, наоборот, если мы будем смотреть со стороны пары Тета1 Тельца Aa-Ab на пару Тета2 Тельца, то мы увидим пару бело-жёлтых звёзд, одна из которых светит с яркостью -4.04m и -3.97m, соответственно,  то есть с яркостью 0,53 венеры в максимуме. Причём угловой размер первой звезды (в среднем) будет —25.68 mas, что составляет 0,0014% от диаметра нашего Солнца, а второй звезды (в среднем) будет — 15,76 mas, что составляет 0,0008% от диаметра нашего Солнца, соответственно. При этом максимальное угловое расстояние между звёздами будет ~2 ′.
Тета2 Тельца демонстрирует лёгкую переменность: во время наблюдений яркость звезды колеблется на 0,07m от 3.35m до 3.42m, с периодом 0,07564 дня, тип переменной определён как переменная звезда типа Дельты Щита. Для звезды были найдены двенадцать отдельных периодов с длительностью от 1,64 до 2,22 часа с размерами колебаний, которые варьируются от 0,03m до 0,0005m звездных величин. Также звезда является затменой переменной внося свой вклад (0,02m) в общее изменение яркости с периодом 140,734 дн., когда более тёмный элемент Тета Тельца Ab прохолит между Тета Тельца Aa и наблюдателем на Земле.

### Свойства звезды Тета Тельца Aa
Тета Тельца Aa — судя по её массе, которая  равна 2,86 {\displaystyle M_{\bigodot }} звезда начала свою жизнь как карлик спектрального класса A0, радиус звезды тогда был  1,87 {\displaystyle R_{\bigodot }}, а температура поверхности тогда была порядка 9727 К. Однако, в процессе эволюции радиус звезды очень сильно увеличился, а температура звезды несколько упала. Сейчас звезда излучает энергию со своей внешней атмосферы при эффективной температуре около 7800 К, что придаёт ей характерный жёлто-белый цвет.
В связи с большой светимостью звезды её радиус может быть измерен непосредственно, и первая такая попытка была сделана в 1922 году датским астрономом Эйнаром Герцшпрунгом, но поскольку звезда была двойная, то измерение радиуса произошло с ошибками. Данные об этом и последующих измерениях приведены в таблице:
| Имя звезды | Год  | m    | Спектр | D (mas) | Rабс ({\displaystyle R_{\bigodot }}) | Комм.  |
| 78 Тельца  | 1922 | 3.62 | F0     | 0.80    | 1.0                                  | [ 25 ] |
| 78 Тельца  | 1967 | 3.41 | A7III  | —       | 4.2                                  | [ 26 ] |
| Гиады B 72 | 1972 | 3.41 | A7III  | 0.88    | 3.9                                  | [ 27 ] |
| 78 Тельца  | 1982 | 3.42 | A7III  | 0.93    | —                                    | [ 28 ] |

Сегодня мы знаем, радиус звезды, должен быть равен 4,4 {\displaystyle R_{\bigodot }}, то есть измерение 1967 года было, довольно  адекватным, но недостаточно точным.
Светимость звезды равна 59 {\displaystyle L_{\bigodot }}. Звезда имеет поверхностную гравитацию, характерную для проэволюционировавших карликов —3,6 ± СГС или 39,8 м/с2, то есть в 7 раз меньше, чем на Солнце (274,0 м/с2). Тета2 Тельца Aa вращается со скоростью почти в 34 раза больше солнечной и равной 68,4 км/с, что даёт период вращения звезды — 3,35 дня.
Звезда Тета2 Тельца Aa, как и вся звездная система уже сисльно проэволюционировала и хотя её текущий возраст не известен он должен быть порадка  возраста Гиад, то есть примерно до 625 млн. лет. Также известно, что звёзды с массой 2,86 {\displaystyle M_{\bigodot }} живут на главной последовательности порядка 517 млн. лет, то есть Тета2 Тельца Aa уже сошла с главной последовательности и становится, либо стала субгигантом. Скоро (через несколько десятков миллионов лет) звезда станет красным гигантом, при этом она скорее всего поглотит вторичный компонент Тета2 Тельца Ab, а затем, сбросив внешние оболочки, станет белым карликом.

### Свойства звезды Тета2Тельца Ab
Вторичный компонент системы Тета2 Тельца A, судя по его массе, которая равна 2,16 {\displaystyle M_{\bigodot }}, является бело-жёлтым карликом спектрального класса A2 , что указывает на то, что водород в ядре звезды ядерным «топливом», то есть звезда находится на главной последовательности. Радиус звёзды равен 2,7 {\displaystyle R_{\bigodot }}, что несколько великовато для звезды её спектрального класса. Светимость равна 21 {\displaystyle L_{\bigodot }}, а эффективная температура около 7800 К, что мало для звезды её спектрального класса.
Тета2 Тельца Ab вращается со скоростью почти в 56 раз больше солнечной и равной 118 км/с, что даёт период вращения звезды — 1,24 дня.

### Комментарии
1. ↑  Расстояние рассчитано по приведённому значению параллакса
2. 1 2 3 4 5 6 7 8  Угловой диаметр (δ) вычисляется по формуле:
{\displaystyle \delta =2\arctan \left({\frac {R_{\mathrm {S} }}{d_{\mathrm {S} }}}\right)}, где RS — радиус звезды, выраженный в а.е.; dS — расстояние до звезды, выраженное в а.е.